# Marcus Coco
Marcus Regis Coco, född 24 juni 1996 i Les Abymes, är en fransk fotbollsspelare som spelar för Nantes i Ligue 1.

## Karriär
Coco gjorde sin Ligue 1-debut för Guingamp den 1 februari 2015 i en 1–1-match mot Bordeaux.
I juli 2019 värvades Coco av Nantes.